# Медлог
Медлог (словен. Medlog) — поселення в общині Целє, Савинський регіон, Словенія. 
Висота над рівнем моря: 241,3 м.